# دهستان چایباغ
دهستان چایباغ یکی از دهستان‌های شهرستان سوادکوه شمالی در استان مازندران ایران است که در بخش نارنجستان قرار دارد.

## جمعیت
براساس سرشماری مرکز آمار ایران در سال ۱۳۹۵، جمعیت دهستان چایباغ ۳۳۹۵ نفر (در ۱۱۴۰ خانوار) بوده‌است.